# Forcipomyia townsvillensis
Forcipomyia townsvillensis är en tvåvingeart som först beskrevs av Taylor 1918.  Forcipomyia townsvillensis ingår i släktet Forcipomyia och familjen svidknott. Inga underarter finns listade i Catalogue of Life.